# السدود في سلطنة عمان
السدود في سلطنة عمان؛ وصل عدد السدود في سلطنةعمان إلى 174سداً منها 44 سدًا للتغذية الجوفية و111سدًا للتخزين السطحي و13سدًا للحماية بمختلف محافظات السلطنة، ويأتي ذلك حرصا على تعزيز هذه المنشأة التي تساهم بصورة فعّالة في تنمية الموارد المائية والاستفادة منها في تأمين الاستخدامات المختلفة.
وتعد السدود من الروافد الأساسية لزيادة الموارد المائية في سلطنة عمان، إذ تساهم بشكل كبير في توفير وتأمين الاستخدامات المختلفة للأهالي في المجالات الزراعية والصناعية وذلك من خلال الاستفادة القصوى من مياه فيضانات الأودية التي عادة ما تُهدر في البحر أو الصحراء واحتجازها داخل هذه السدود ليتم تصريفها فيما بعد بطريقة تكفل استغلالها بشكل أمثل وضمان ديمومتها وبقائها لفترة طويلة.

## سدود التغذية الجوفية
شهد العام الماضي استكمال تنفيذ عدد من مشاريع سدود التغذية الجوفية وسدود التخزين السطحي وسدود الحماية بمختلف محافظات السلطنة، حيث انتهت الوزارة من مشروع سد تغذية جوفية بوادي إمطي بولاية إزكي وسد وادي كلبوه بولاية نزوى بمحافظة الداخلية، وبعد استلامهما أصبح الاجمالي العام لسدود التغذية الجوفية (44) سدًا للتغذية الجوفية موزعة على مختلف المحافظات.

## سدود الحماية من مخاطر الفيضانات
يجري العمل حاليا على تنفيذ 12سدًا تخزينيا صغيرا، بمختلف محافظات السلطنة، ومن أبرز المشاريع الجاري تنفيذها بالسلطنة مشروع إنشاء منظومة الحماية من مخاطر الفيضانات في الأحباس العليا لوادي الرفصة ورفع مستوى وادي الفليج بولاية صور بمحافظة جنوب الشرقية والمتمثلة في مرحلتين لإنشاء سد وادي الفليج وتأهيل مجاري الأودية بعد هذا السد حتى البحر بتكلفة أكثر من (47) مليون ريال عماني، وبنسبة انجاز تجاوزت حوالي 30%.
وبسعة تخزينية تصل إلى 20 مليون متر مكعب، حيث يعد هذا المشروع من أهم المشاريع المائية التي تعنى بتنمية وإدارة الموارد المائية بالسلطنة.

## سدود التخزين السطحي
أما سدود التخزين السطحي فإنها تعمل على توفير وتنمية الموارد المائية للقاطنين بالقرى والتجمعات السكانية المنتشرة بالمناطق الجبلية التي لا تتوفر فيها مصادر مائية تقليدية وكذلك المناطق البعيدة التي يصعب الوصول إليها، وتم الانتهاء مؤخرا من إنشاء سدين بولاية قريات بمحافظة مسقط وفي ولاية صور بمحافظة جنوب الشرقية، والانتهاء من تنفيذ ثلاثة سدود للتخزين السطحي بكل من قرى سحف المخاطي وكرب وحيل الشص بجبل شمس بولاية الحمراء بمحافظة الداخلية، وجار العمل في تنفيذ (20) سدًا للتخزين السطحي موزعة على عدد من محافظات السلطنة منها إنشاء ثلاثة سدود في ولاية الحمراء بمحافظة الداخلية وسدين بولاية الرستاق بمحافظة جنوب الباطنة، وسدين بولاية عبري بمحافظة الظاهرة، و (9) سدود للتخزين السطحي موزعة على عدد من ولايات محافظة ظفار، ويبلغ عدد القائم منها حاليا بالسلطنة (95) سدًا بما فيها سد وادي ضيقة بولاية قريات بمحافظة مسقط.

## مراعاة الأمور الهيدرولوجية ونوعية السدود
قبل تنفيذ أي سد يتم إجراء تقييم شامل وتشاركي لاحتياجات المياه والخيارات المتاحة لمواجهة تلك الاحتياجات بالمنطقة، ومراعاة قاعدة من المعلومات والمعرفة العلمية بالبيئة الطبيعية والمسائل الاجتماعية والصحية، ومراعاة الأمور الهيدرولوجية، وتصميم نوعية السدود، وتراعى كذلك المناطق الواقعة أسفل السد أيضا إذا كانت تشكل أضراراً على المواطنين، ويتم إنشاء السدود إما للتغذية أو التخزين أو للحماية، ويتم تصميمها حسب الدراسات والاستشارات التي تضعها اللجنة المقيمة للمنطقة.
ولا يتم إنشاء السدود إلا بعد دراسات هندسية وجيولوجية وطبوغرافية معمارية دقيقة وتدرس سعة كميات المياه التي سوف يتحملها السد ومدى قوته، والشكل الهندسي له والتصاميم التي يتم انشاؤها عليها كالخرسانة المسلحة والأتربة المعززة بالحجارة وغيرها من التصاميم.
وتؤخذ في الاعتبار تقديم دراسات تشاركية بينها وبين المواطنين، يكون باللقاء مع الأهالي بالإضافة إلى الاجتماع مع أصحاب السعادة المحافظين والولاة، ويتم التقييم الأولي بالدراسة الاستهلالية للولاية وتكون بالنظر في جغرافية المكان واحتمالية ظهور تأثيرات تنجم من إنشاء هذه السدود على منازل المواطنين أو أية مشاريع تنمويةأخرى موجودة بالموقع، أو خطوط الكهرباء وغيرها.
كما أن سدود الحماية من مخاطر الفيضانات لها أهمية كبيرة في توفير الحماية للقرى والمجمعات السكنية من مخاطر مياه الفيضانات، إضافة إلى دورها في استغلال الموارد المائية من الإهدار في البحر، ويعد مشروع منظومة الحماية من مخاطر الفيضانات بولاية صور الذي تمت الإشارة إليه سابقاً من أهم المشاريع المائية في محافظة جنوب الشرقية التي تعنى بتنمية وإدارة الموارد المائية بالسلطنة، وتتألف المنظومة من ثلاثة سدود حماية هي الفليج وطهوة وإفتاء، بالإضافة إلى تأهيل مجاري الأودية وإنشاء قنوات لتصريف المياه إلى البحر.

## مساهمة السدود
ولما لهذه السدود من دورٍ كبير في رفد الموارد المائية فان الأمر يتطلب من كافة شرائح المجتمع السعي الدؤوب نحو الحفاظ على جميع مرافقها وعدم العبث بمحتوياتها، واللوائح الإرشادية التي وضعت على هذه المنشآت الحيوية ما هي إلا لحماية مرتاديها وتوعيتهم بقيمتها حاضرا ومستقبلا.